# Aliscans
Aliscans (asi 1180 až 1190) je jeden z francouzských středověkých hrdinských eposů, tzv. chansons de geste. Píseň je napsána v pikardštině a líčí bitvu na pláních Aliscans, kde křesťanská vojska utrpí strašlivou porážku od cordobského krále Désrama. Epos patří do Cyklu Viléma Oranžského, jehož hlavním hrdinou je Vilém Oranžský (Guillaume d'Orange), hrabě toulouský, nazývaný též Vilém s krátkým nosem (Guillaume au Court Nez).
Píseň zpracovává stejnou látku jako starší chanson de geste Píseň o Vilémovi (asi 1140, La Chanson de Guillaume) a je po Písni o Rolandovi považována za druhý nejkrásnější starofrancouzský epos. Historickým zdrojem písně je bitva, kterou svedl Vilém z Gellone se Saracény poblíž řeky Orbieu roku 793.
Na této písni postavil Wolfram von Eschenbach svůj epos Willehalm (po 1212), ve kterém je náboženská nenávist předlohy nahrazena myšlenkou tolerance.
Později byky k písni dopsány dva prology:
- Covenant de Vivien (Vivienův slib), píseň z konce 12. století o pasování Viviena na rytíře, při kterém Vivien složil slib, že nikdy neustoupí před Saracény. Jiný název písně je Chevalerie Vivien (Rytíř Vivien). Protože epos Aliscans začíná uprostřed bitvy, ve které Vivien padne, vysvětluje píseň Vivienův slib události, které k této bitvě vedly. [3]
- Enfances Vivien (Vivienovo mládí), epos z počátku 13. století popisující Vivienovu výchovu u Vilémovy ženy Guibourg.[3]

## Obsah písně

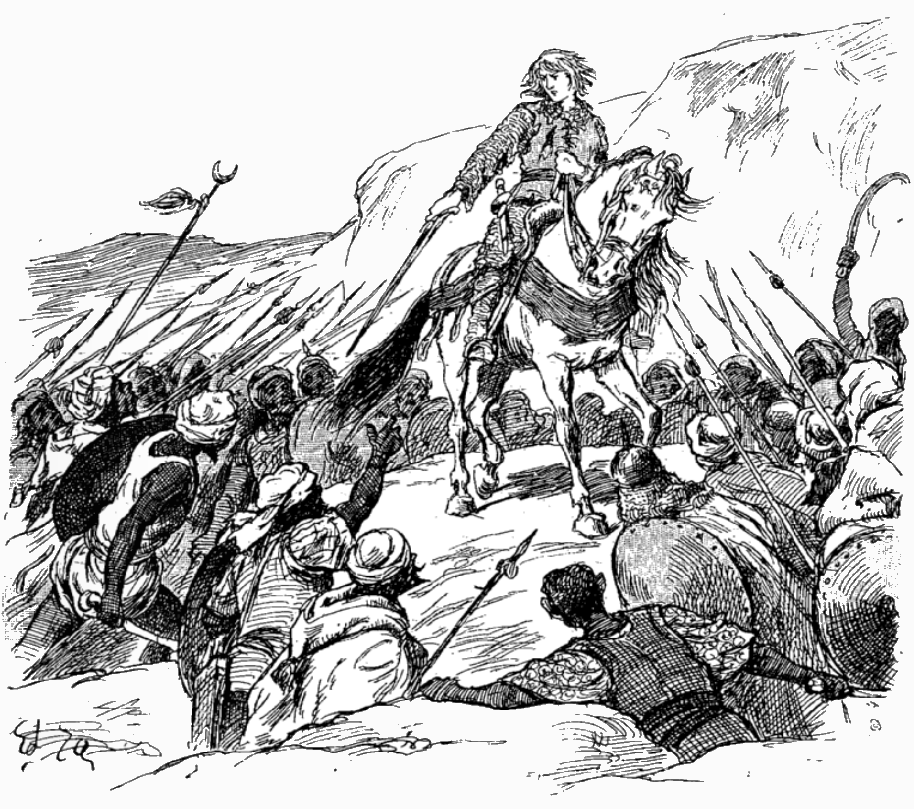
Rytíř Vivien v bitvě na pláních Aliscans, ilustrace Édouarda Ziera z knihy Futurs Chevaliers (1894) od Noemi Balleyguierové.

Cordobský král Desramé vtrhne do Francie a pustoší zemi. Vilémův synovec Vivien s ním svede s nedostatečnými silami bitvu na pláních Aliscans poblíž Arles nebo Orange. Jeho vojsko je pobito a on, věren svému slibu, že před Saracény nikdy neustoupí, leží na bojišti smrtelně zraněn. Vilémova pomoc přichází pozdě, i on je poražen a jeho vojsko rozprášeno. Podaří se mu nalézt na bojišti umírajícího synovce, který z jeho rukou přijme tělo Páně.
Vilém je nucen v přestrojení za Saracéna prchnout a ponechat tělo svého synovce na bojišti. Podaří se mu prosekat se skrz nepřátele a dostat se ke hradbám Orange. Jeho manželka Guibourg jej však považuje za jakéhosi zbabělce, protože Vilém z boje nikdy neutíká. Když však Vilém rozežene Saracény, kteří poblíž mučí zajatce, Guibourg jej pozná a otevře mu bránu. Vilém pak odjede za králem Ludvíkem do Laonu požádat o pomoc. Král je však nevděčný, ačkoliv pro něj Vilém dříve vybojoval korunu, a není ochoten mu pomoci postavit nové vojsko. Vilém jej k tomu svým hněvem donutí. S novým vojskem a doprovázen bratrem své ženy, obrem Rainouartem, Vilém Saracény porazí a Viviena pomstí. Rainouart je pak pokřtěn, stane se rytířem a ožení se s krásnou Aélis, dcerou krále Ludvíka.